# 李友九
李友九（1917年11月23日—2005年1月19日），男，福建厦门人。中华人民共和国政治人物。

## 生平
1917年11月23日生于福建厦门。1935年9月至1937年7月，在清华大学理学院物理系学习，一二九运动后转入文学院历史系学习。七七事变后，历任冀西游击队政治指导员，河北临城石城区区长，临内县委组织委员、县委书记，山西武乡县委书记，太行区党委调查研究室秘书、太行区第七地委组织部部长。第二次国共内战期间，担任湖北黄冈地委书记兼军分区政委。中华人民共和国成立后，历任红旗杂志社常务编辑、广西壮族自治区党委书记处书记，中共中央农村工作部副秘书长，甘肃省委书记处书记。1977年，历任甘肃省委常委、农林部副部长、农业部副部长。1987年被聘请为全国人大法律委员会顾问。1995年离休。2005年1月19日因病在北京逝世。